# Wolfgang Clement
Wolfgang Clement (Bochum, 7 de julio de 1940 - Bonn, 27 de septiembre de 2020) fue un político alemán y miembro del Partido Socialdemócrata de Alemania (SPD). Fue el séptimo ministro presidente de Renania del Norte-Westfalia del 27 de mayo de 1998 al 22 de octubre de 2002 y ministro federal de Economía y Trabajo de 2002 a 2005. Fue miembro honorario de la Fundación Internacional Raoul Wallenberg.
Era conocido por ser el artífice de las reformas del mercado laboral de la Agenda 2010 bajo el mando del canciller Gerhard Schröder a principios de la década de 2000. También se le atribuyó la fusión del Ministerio Federal de Economía y Trabajo para implementar las reformas hacia el mercado laboral del borrador Hartz. A las reformas laborales y de bienestar se les atribuye la reducción del desempleo y la contribución a los años de crecimiento de Alemania. Sin embargo, las reformas han sido un tema divisorio y crearon una ruptura duradera entre los izquierdistas y los centristas en el SPD.

## Primeros años
Clement nació el 7 de julio de 1940 en Bochum, Renania del Norte-Westfalia, hijo de un albañil. Hizo la enseñanza secundaria en el colegio Graf Engelbert de Bochum. Luego completó su aprendizaje en Dortmund. Realizó su licenciatura en Derecho en la Universidad de Münster en 1965, incluida la aprobación del Primer Examen Estatal, una calificación que le permitió enseñar.
Posteriormente, Clement trabajó como secretario especializado y asistente en el Instituto de Derecho Procesal de la Universidad de Marburgo. En 1968, regresó a la publicación Westfälische Rundschau, primero como editor político, después como el jefe del departamento político y luego como editor en jefe adjunto del periódico. En 1986, Clement se trasladó al Hamburger Morgenpost, donde permaneció como editor en jefe hasta 1989.
El 12 de noviembre de 2004, la Universidad del Ruhr de Bochum le otorgó un doctorado honorario (Dr. hc).

## Carrera política
Clement comenzó su carrera política con el Partido Socialdemócrata de Alemania (SPD) en 1970 y fue miembro del partido hasta 2008. Entre 1981 y 1986, fue portavoz de la junta ejecutiva federal del partido y también fue el director adjunto del partido entre 1985 y 1986.
En 1989, fue nombrado jefe de la Cancillería de Estado de Renania del Norte-Westfalia por el entonces gobierno del entonces ministro de NRW, Johannes Rau. Después de las elecciones estatales de 1990, renunció a este cargo en favor del cargo de Ministro de Estado de Tareas Especiales para NRW. Después de las elecciones estatales de 1995, fue Ministro de Estado de Economía y Pequeñas Empresas, Tecnología y Transporte.

### Miembro del Parlamento del Estado (1993-2002)
Clement fue miembro del Parlamento del estado federado de Renania del Norte-Westfalia desde el 1 de octubre de 1993 hasta el 6 de noviembre de 2002. Entre 1994 y 2001, también estuvo en el Ejecutivo Estatal del SPD en Renania del Norte-Westfalia (NRW) y fue el líder adjunto del ejecutivo desde 1996. Se convirtió en miembro de la junta ejecutiva federal del SPD en 1995 y sirvió hasta su salida del partido en 2008.

### Ministro Presidente (1998-2002)
Clement fue elegido sucesor de Johannes Rau como ministro presidente de Renania del Norte-Westfalia el 27 de mayo de 1998. Con deudas estatales que superan los 130.000 millones de marcos (DEM), anunció drásticos recortes y medidas de austeridad, incluida la reducción del tamaño de su propio gabinete.
En uno de sus primeros movimientos, el 17 de junio de 1998, anunció la fusión de los ministerios de Justicia e Interior en una sola entidad. Hubo dudas sobre si esta decisión era compatible con la Constitución alemana, ya que algunos la consideraban una violación de la división de poderes. El 9 de febrero de 1999, el Tribunal Constitucional de Renania del Norte-Westfalia dictaminó que la fusión violaba los derechos del parlamento estatal. Además, con la presión del socio de la coalición Bündnis '90 / Die Grünen (el Partido Verde), la fusión fue cancelada. Asumió las responsabilidades de Ministro de Justicia durante un breve período entre el 10 de marzo de 1999 y el 22 de marzo de 1999, antes de traspasar el cargo a Jochen Dieckmann, quien se desempeñó como Ministro de Justicia de NRW hasta el final de la legislatura el 27 de junio de 2000. Durante este período, Clement también se desempeñó como vicepresidente del SPD desde diciembre de 1999. En las elecciones estatales de 2000 bajo su liderazgo, el SPD recibió el 42,8% de los votos, una caída del 3,2% con respecto a las elecciones anteriores. Sin embargo, el partido pudo formar un gobierno de coalición con el Partido Verde. En esta coalición, hubo debates entre Clement y Bärbel Höhn del Partido Verde, que se opuso a la continuación de los subsidios a la minería del carbón y al apoyo a grandes proyectos industriales como la mina a cielo abierto Garzweiler, que fueron apoyados por Clement.
Después de que Clement comenzara su mandato como primer ministro de Estado de Renania del Norte-Westfalia el 27 de mayo de 1998, cuatro ministros dimitieron o dejaron su cargo antes de tiempo — Ministro de Economía (trasladado a Bonn como Ministro de la Cancillería), Ministro de Justicia Reinhard Rauball (dimitió después de una semana en el cargo), Ministro de Asuntos Europeos y Federales (dimitió debido a un delito fiscal menor), y el ministro de Finanzas, (de mal uso de vuelos).
En la época de Clement en el cargo como primer ministro del estado de Renania del Norte-Westfalia se establecieron cuatro comités de investigación.
- Revisión de empresas estatales: Gesellschaft für Wirtschaftsförderung (Instituto de Apoyo Económico), Projekt Ruhr GmbH, Bildungszentrum für die Entsorgungs- und Wasserwirtschaft GmbH (Centro de Educación para Residuos y Agua Ltd., BEW), así como las conexiones comerciales de Christian Langer con el cancillería estatal.[25]
- High Definition Oberhausen (HDO - PAU II): para analizar las prácticas de apoyo, especialmente las limitaciones y deficiencias, del estado en los sectores de la radiodifusión, el cine y los medios de comunicación, en particular examinando todas las acciones y la mala gestión en el Technologiezentrum Oberhausen (Centro tecnológico de Oberhausen, HDO).[26]
- High Definition Oberhausen (HDO - PAU III) - Continuando con el examen de las acciones y la mala gestión iniciada en el segundo comité.
- Westdeutsche Landesbank Girozentrale (Centro de Giro del Banco Estatal de Alemania Occidental, WestLB): observa los viajes en avión realizados por miembros del gobierno estatal o del parlamento con la ayuda y a expensas del WestLB.[27]

Este fue también el momento en que Clement proclamó que la industria de los medios en NRW sería el motor del cambio estructural. Un movimiento que tuvo un éxito limitado. Un estudio de animación en Oberhausen se convirtió en el símbolo que recibió 50 millones de euros en financiación, pero generó un empleo limitado al final.

### Ministro Federal de Economía y Trabajo (2002 - 2005)
Después de las elecciones federales de 2002, Clement formó parte del equipo de los socialdemócratas en las negociaciones con el Partido Verde sobre un nuevo acuerdo de coalición para un gobierno bajo el liderazgo del canciller Gerhard Schröder. Renunció a su cargo de Ministro-Presidente de NRW el 21 de octubre de 2002 y fue nombrado Ministro Federal de Economía y Trabajo en el nuevo gobierno dirigido por Schröder. Con esto, asumió el control del recién creado “superministerio” que se había formado por la fusión de los ministerios de Economía y Trabajo.
El pensamiento socialdemócrata predominante en Europa fue reformado por el documento de Schröder-Blair de 1999, un documento de trabajo conjunto entre el canciller alemán Gerhard Schröder y el primer ministro británico Tony Blair, que introdujo la "tercera vía" o "Neue Mitte" en ese sentido. un futuro socialdemócrata requería una economización integral de la sociedad con el estado retirándose de los mercados y otras medidas de bienestar. Esto representó un cambio de sentido abrupto con respecto a los programas salientes del SPD. Continuando con este pensamiento, Schröder y Clement propusieron la serie de reformas de la Agenda 2010, en la que se dio más libertad a la economía y se introdujeron reformas del mercado laboral que comenzaron con las reformas Hartz I a IV. La Agenda 2010 fue anunciada como el mayor esfuerzo de reforma en la Alemania de la posguerra e incluyó un conjunto de acciones que buscaban repensar cómo el gobierno organizaba la educación, la seguridad social y el empleo. Las reformas del mercado relajaron las restricciones del mercado laboral y redujeron los beneficios sociales en un intento por impulsar el empleo. Las reformas se convirtieron en un tema divisorio en Alemania y una sección de la comunidad empresarial afirmó que estas reformas sentaron las bases para la recuperación sostenible e intensiva en empleo que se inició en 2005. Sin embargo, esto provocó una ruptura entre las secciones de izquierda y centro del SPD, impulsada por la oposición de los sindicatos y las organizaciones sociales. Estas reformas provocaron rupturas que finalmente dividieron al centro-izquierda de Alemania, llevaron a la creación de un partido de izquierda radical y debilitaron significativamente al SPD.
Después de las elecciones de 2005, Angela Merkel fue elegida canciller el 22 de noviembre de 2005 y Clement fue reemplazado por Michael Glos.
El 31 de julio de 2008, Clement fue excluido del SPD por la Landesschiedskommission (Junta Estatal de Arbitraje) de NRW. Clement, no dispuesto a aceptar esto, acudió a la Bundesschiedskommission superior (junta federal de arbitraje) que posteriormente canceló el veredicto el 24 de noviembre de 2008. El 25 de noviembre, sin embargo, el propio Clemente anunció su decisión de abandonar el partido.

## Vida post política

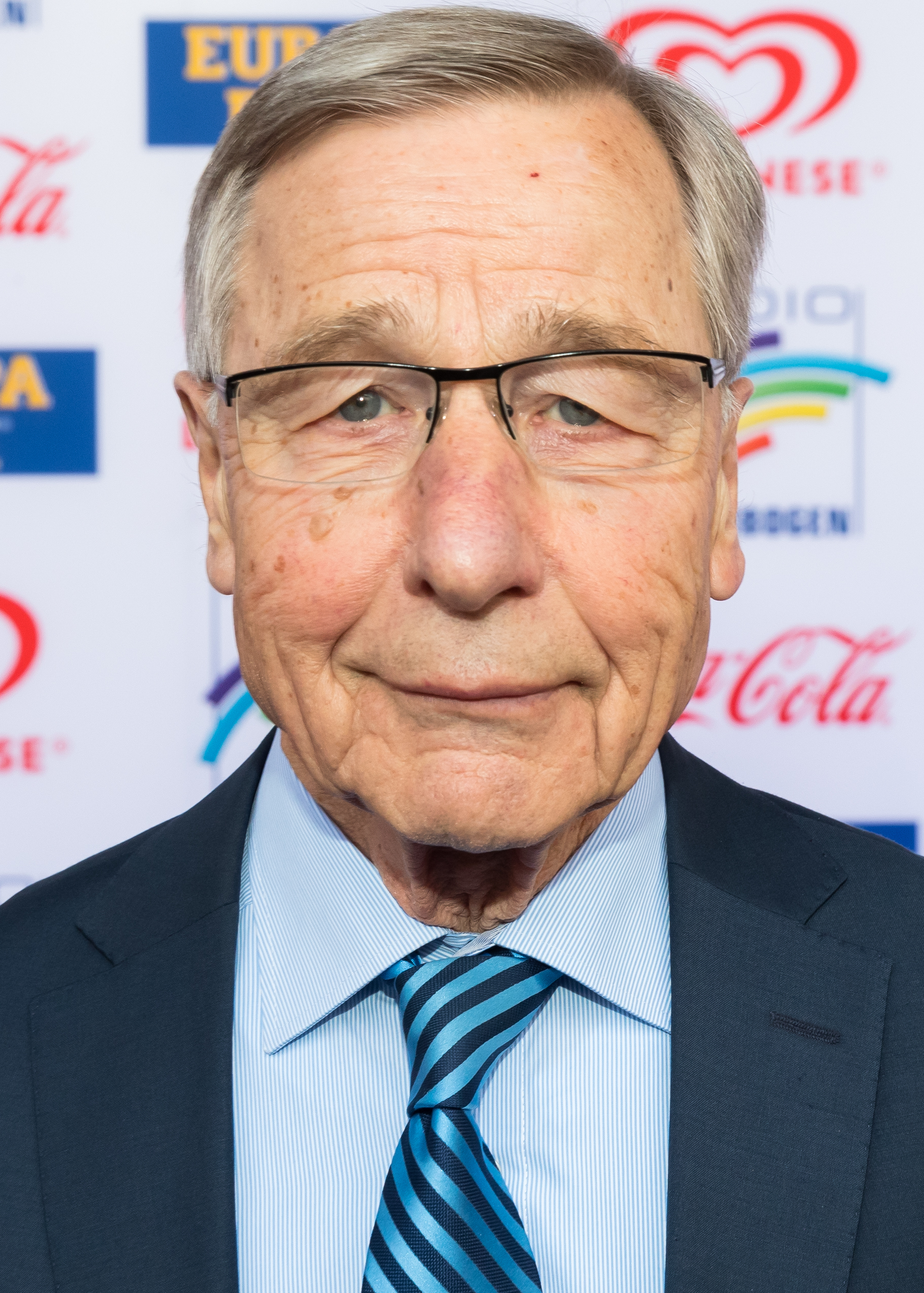
Clement en 2019

Después de dejar la política, Clement ocupó varios puestos remunerados y no remunerados. En 2006, fue nombrado por las organizaciones de empleadores y de empleados del sector de la construcción de Alemania. En 2018, volvió a ayudar a las dos partes a acordar un aumento salarial de aproximadamente el 6 por ciento para más de 800.000 trabajadores de la construcción.
En 2007, Clement recibió la Cátedra Visitante Mercator de Gestión Política en la Escuela de Gobernanza NRW de la Universität Essen-Duisburg.
En 2017, el ministro federal de Sanidad, Hermann Gröhe, nombró a Clement comisario especial de la candidatura de Alemania para convertirse en la nueva sede de la Agencia Europea de Medicamentos (EMA).
Además, fue miembro de varias juntas corporativas y organizaciones sin fines de lucro.

## Vida personal
Wolfgang Clement se casó con Karin en 1966 y llegó a tener cinco hijas y trece nietas. Murió en su casa de Bonn el 27 de septiembre de 2020, a la edad de 80 años. Sufría de cáncer de pulmón.
La ética de trabajo de Clement fue elogiada por colegas de ambos lados del pasillo. Peer Steinbrück, su sucesor como presidente y ministro de NRW, recordando el tiempo que pasaron juntos en NRW, señaló que podía trabajar con una "necesidad sensacionalmente baja de dormir" en su despacho hasta las 11 de la noche antes de dirigirse a Rhöndorf en el casco antiguo de Düsseldorf para tomar Altbier, y regresar al trabajo a las 7 de la mañana. Der Spiegel señaló que "podía beber doce vasos de cerveza más rápido que otros doce granos". En sus propias palabras, el secreto era que "¡Solo tienes que doblar la úvula!" 